# Kårhuset Kollektivet
Se även Nationernas Hus i Umeå.

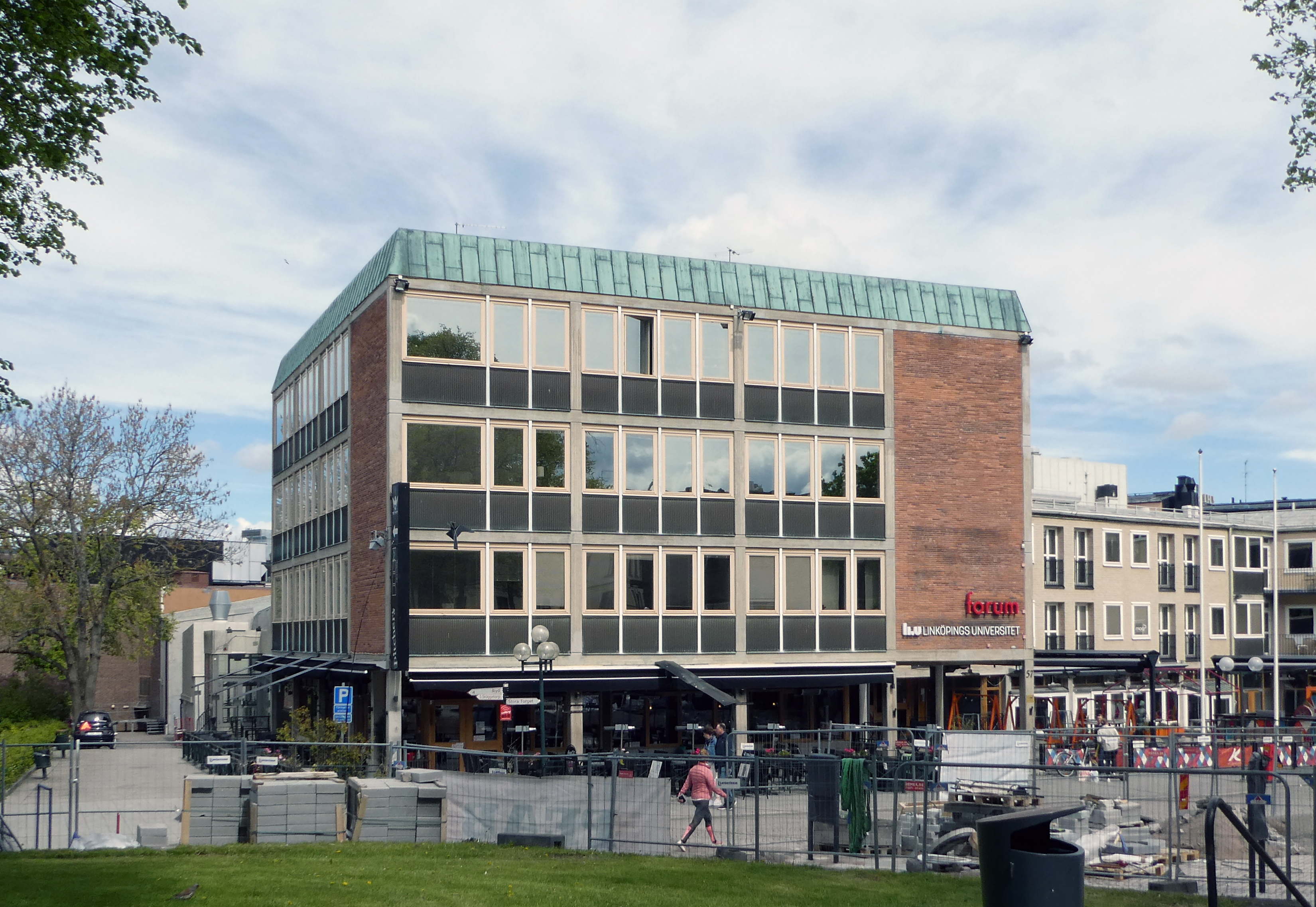
Kårhuset Kollektivet i Linköping

Kårhuset Kollektivet är en aktivitetslokal vid Ågatan i Linköping, driven av studenterna på Linköpings universitet. Huset byggdes 1953 för att vara ett Folkets hus i Linköping vilket det var fram till 1987. Från 1997 togs det över av studentrörelsen på Linköpings universitet genom studentnationerna och Akademiska föreningen och fick då namnet Nationernas uhs.
Nationerna fick genom huset tillgång till såväl fest som studielokaler i centrala Linköping och under åren sedan 1997 har det bland annat drivits teaterverksamhet, nattklubb och restaurant i huset, och det har fungerat som en populär lokal för sittningar, studentpubar och bruncher. Efter en tids verksamhetsstopp på grund av ekonomiska problem genomfördes en rekonstruktion av verksamheten och Nationernas hus öppnade igen 2004. År 2009 övertogs driften av huset av kårerna vid Linköpings universitet genom Kårservice och 2015 bytte huset namn till Kårhuset Kollektivet.. 

## Byggnaden
Byggnaden var tidigare Folkets hus, som ritades av Sven Markelius och uppfördes 1953 av Linköpings Folkets Husförening. Huset är ett exempel på sen funktionalism. Forumteatern, som är lokaliserad i det inre av byggnaden, är en teaterlokal med 515 sittplatser. Denna brukas av bland annat de studentspex som finns vid Linköpings universitet, Holgerspexet och Linköpings Studentspex.  
År 2008 slutförde fastighetsägaren renoveringar av byggnadens övre plan. Det innehåller 21 studentlägenheter, läsplatser, konferenslokaler samt kontor.